# 梨形乳玉螺
梨形乳玉螺（学名：Polinices pyriformis），是异足目玉螺科无脐玉螺属的一种。主要分布于中国大陆，常栖息在低潮线下。